# Dave Turner (Schauspieler)
Dave Turner (* 20. Jahrhundert) ist ein britischer Schauspieler. Internationale Bekanntheit erlangte er ab Mitte der 2010er-Jahre durch seine Mitwirkung in einigen Spielfilmen von Ken Loach, die alle im Nordosten Englands angesiedelt waren.

## Leben
Dave Turner arbeitete ursprünglich als Feuerwehrmann. 30 Jahre war er in diesem Beruf tätig, ehe er in den Ruhestand ging. Er lebt in Blaydon (Tyne and Wear).

## Karriere
Im Jahr 2016 gab Turner sein Filmdebüt in Ken Loachs Ich, Daniel Blake. In dem Sozialdrama, das die Goldene Palme das 69. Filmfestivals von Cannes gewinnen sollte, übernahm er einen kleinen Part als Harry Edwards. Drei Jahre später erhielt er eine weitere kleine Rolle in Loachs Spielfilm Sorry We Missed You (2019). Darin trat er als wütender Fußballfan auf, der im Abspann als „Magpie“ geführt wurde.
Der bisherige Höhepunkt in Turners Filmkarriere stellte sich mit der Hauptrolle in Loachs Sozialdrama The Old Oak (2023) ein. Darin schlüpfte er in die Rolle des TJ Ballantyne, der das titelgebende letzte Pub in einem ehemaligen englischen Grubendorf bewirtet und sich mit einer syrischen Geflüchteten (dargestellt von der im Kino unerfahrenen Ebla Mari) anfreundet. Turner hatte früher selbst in einem Pub gearbeitet. Eigenen Angaben zufolge habe er nie daran geglaubt, eine Hauptrolle in einem Kinofilm zu spielen. Erst Loach habe ihm das entsprechende Selbstvertrauen zukommen lassen („Ich könnte es für niemanden sonst tun“). Turner erhielt den Part nach einer Reihe von Gesprächen mit dem 85-jährigen Regisseur, ohne zu wissen, dass es sich um Vorsprechen handelte. Er sah die Mitwirkung an dem Projekt als „große Ehre“ an.
Nach Ich, Daniel Blake und Sorry We Missed You erhielt auch The Old Oak eine Einladung in den Hauptwettbewerb des Filmfestivals von Cannes.

## Filmografie
- 2016: Ich, Daniel Blake (I, Daniel Blake)
- 2019: Sorry We Missed You
- 2023: The Old Oak